# Stela Ur-Nammu
Stela Ur-Nammu – dwustronna płyta z białego wapienia (1,5 x 3 m), wykonana za czasów panowania sumeryjskiego króla Ur-Nammu (2113-2096 p.n.e.) i mu poświęcona, zachowana jedynie we fragmentach. 

## Odnalezienie i rekonstrukcja steli
Fragmenty steli odnalezione zostały w 1925 roku w mieście Ur przez połączoną ekspedycję Muzeum Uniwersyteckiego Uniwersytetu Pensylwanii i Muzeum Brytyjskiego pod kierunkiem Leonarda Woolleya. Fragmenty te rozrzucone były na stosunkowo dużym obszarze w kompleksie świątynnym boga księżyca Nanny (patrona miasta Ur), przy czym większość z nich znaleziono w pobliżu zigguratu. Stela zniszczona została najprawdopodobniej po zdobyciu Ur przez Elamitów w 2005 roku p.n.e. Wszystkie odnalezione fragmenty trafiły latem 1926 roku do Muzeum Uniwersyteckiego Uniwersytetu Pensylwanii. Na ich podstawie w 1932 roku zrekonstruowano pierwotny wygląd steli.

## Kompozycja
Kompozycja składa się z pięciu ułożonych jeden nad drugim rejestrów. Najwyższy z nich w swej zachowanej części przedstawia Ur-Nammu stojącego przed siedzącym bóstwem trzymającym na kolanach inne bóstwo, najprawdopodobniej dziecko lub kobietę. Nad królem znajdują się symbole słońca i księżyca. Nad siedzącym bóstwem unosi się inne bóstwo, trzymające w rękach dzban z którego wylewa się woda.
W rejestrze drugim, najlepiej zachowanym, znajdują się dwie sceny przedstawiające króla Ur-Nammu stojącego przed bogiem Nanną (prawa strona) i boginią Ningal (lewa strona). W scenie po prawej stronie bóg Nanna wręcza królowi dwa przedmioty, najprawdopodobniej insygnia władzy królewskiej. Mogą to być atrybuty architekta: kij i sznur mierniczy. Wręczając je królowi bóg nakazywałby mu tym samym budowę poświęconej mu świątyni lub innej budowli. Takie same sceny widnieją na wielu starobabilońskich przedstawieniach (m.in. na steli z kodeksem Hammurabiego). Scena na steli Ur-Nammu byłaby pierwowzorem takich przedstawień.
W kolejnym rejestrze władca prowadzony przez boga Nannę niesie narzędzia murarskie w czym pomaga mu jeden z kapłanów. Scena ta najprawdopodobniej łączy się z czwartym rejestrem przedstawiającym robotników z koszami na głowach zmierzających w kierunku opartej o mur drabiny.
Scena z najniższego rejestru nie zachowała się.
Na odwrotnej stronie steli widnieją sceny świętowania po budowie bądź zwykły dzień funkcjonowania świątyni. Przedstawiono na nim pielęgnację posągów bóstw, składanie ofiar oraz grę na instrumentach. Pierwszy rejestr strony tylnej został najprawdopodobniej skopiowany ze strony przedniej. Na odwrotnej stronie steli zachował się też fragment inskrypcji Ur-Nammu z opisem jego prac przy budowie kanałów irygacyjnych.